# Cabrera (Cundinamarca)
Cabrera – miasto w Kolumbii, w departamencie Cundinamarca.